# União das Freguesias de Castanheiro do Norte e Ribalonga
Die União das Freguesias de Castanheiro do Norte e Ribalonga ist eine portugiesische Gemeinde (Freguesia) im Kreis (Concelho) Carrazeda de Ansiães, Distrikt Bragança, im Nordosten Portugals.

## Geschichte
Die Gemeinde entstand im Zuge der Gebietsreform vom 29. September 2013 durch die Zusammenlegung der ehemaligen Gemeinden Castanheiro und Ribalonga.
Castanheiro wurde Sitz der neuen Verwaltung.

## Demographie

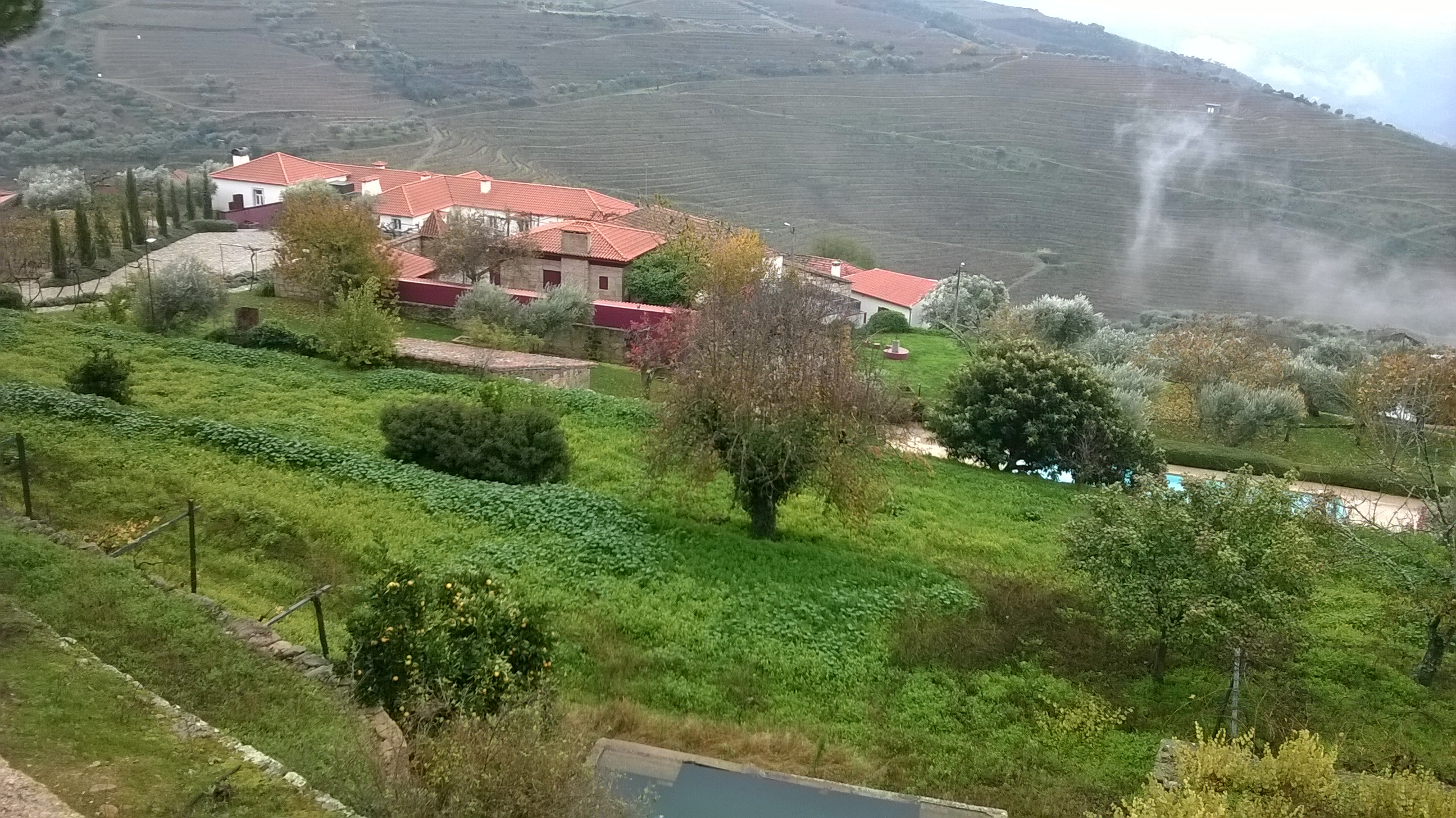
Castanheiro

| Freguesia | Freguesia                        | Freguesia | Freguesia       | ehemalige Freguesias | ehemalige Freguesias | ehemalige Freguesias | ehemalige Freguesias |
| --------- | -------------------------------- | --------- | --------------- | -------------------- | -------------------- | -------------------- | -------------------- |
| Wappen    | Freguesia                        | Einwohner | Fläche in (km²) | Wappen               | Freguesia            | Einwohner            | Fläche in (km²)      |
|           | Castanheiro do Norte e Ribalonga | 403       | 20,7            |                      | Castanheiro          | 427                  | 13,66                |
|           | Castanheiro do Norte e Ribalonga | 403       | 20,7            | Ribalonga            | 87                   | 7,04                 |                      |